# Жартівник (оповідання)
«Жартівни́к» (англ. Jokester) — науково-фантастичне оповідання американського письменника Айзека Азімова, вперше опубліковане у грудні 1956 року в журналі Infinity Science Fiction. Увійшло до збірок «На Землі достатньо місця» (1957), «Сни робота» (1986).

## Сюжет
Ноел Меєрхоф — один із «гросмейстерів» — геніальних спеціалістів, здатних формулювати для Мультивака все нові та нові запитання. Також він найвідоміший розповідач анекдотів. Його начальник припускає, що Меєрхоф використовує Мультивак у власних інтересах, а саме хоче навчити його складати анекдоти.
Меєрхоф розповідає яка проблема його цікавить: люди найбільше сміються саме з анекдотів, і почуті у когось анекдоти є смішними, а складені самостійно — не смішні.
Розказавши Мультиваку найсмішніші з почутих анекдотів, Меєрхоф хоче дізнатись, хто їх складає. Пропрацювавши, Мультивак видає відповідь: анекдоти складає позаземний розум і озвучує їх через вибраних людей, які потім забувають цей факт. Це є експериментом над людською психікою, тому чужинці програмують не сміятись над анекдотами, які люди придумали самі.
Меєрхоф розказує, що він разом із першим задав додаткове запитання: що станеться після того, як люди дізнаються відповідь на перше питання? Відповідь така: чужинці більше не придумуватимуть для людей анекдотів, а змінять метод дослідження.